# Ламберт (маркграф Тосканський)
Ламберт — маркграф Тосканський (929—931), другий син маркграфа Адальберта II та Берти, дочки короля Лотарингії Лотара II. Спадкував престол після смерті свого брата маркграфа Гі.
У 931 король Італії Гуго змістив Ламберта і надав Тосканув володіння своєму братові Бозо. Гуго, насправді, був братом Ламберта та Гі, оскільки в них була спільна мати. Після смерті Гі Гуго одружився з його вдовою Марозією, дочкою римського патриція. Відповідно до положень церковного права цей шлюб був незаконним, тому Гуго захопив Тоскану з метою уникнення різного роду спорів про спадщину.